# Proevippa
Proevippa is een geslacht van spinnen uit de familie wolfspinnen (Lycosidae).

## Soorten
De volgende soorten zijn bij het geslacht ingedeeld:
- Proevippa albiventris (Simon, 1898)
- Proevippa biampliata (Purcell, 1903)
- Proevippa bruneipes (Purcell, 1903)
- Proevippa dregei (Purcell, 1903)
- Proevippa eberlanzi (Roewer, 1959)
- Proevippa fascicularis (Purcell, 1903)
- Proevippa hirsuta (Russell-Smith, 1981)
- Proevippa lightfooti Purcell, 1903
- Proevippa schreineri (Purcell, 1903)
- Proevippa unicolor (Roewer, 1960)
- Proevippa wanlessi (Russell-Smith, 1981)